# Schwanenweiher (Bad Bergzabern)
Der Schwanenweiher – alternativ Stauweiher genannt – ist ein See im Pfälzerwald.

## Lage
Der See befindet sich im Westen der Stadt Bad Bergzabern am Ostrand des Wasgaus, wie der Südteil des Pfälzerwalds genannt wird. Er wird vom Erlenbach gespeist, der in östlicher Richtung bis Anfang der 2020er Jahre verrohrt war. In diesem Bereich schließt sich der Kurpark an.

## Geschichte
Im Sommer 2022 wurde im Schwanenweiher eine Fontäne installiert, da der Erlenbach aufgrund seines Wassermangels als Versorger von Sauerstoff temporär ausfiel.

## Verkehr
Am Nordufer entlang verläuft die Bundesstraße 427, die mit der Kurtalstraße identisch ist und für die in wenigen Jahren eine Umgehung eröffnet wird.
Auf Höhe des Sees besteht zudem die Bushaltestelle Bad Bergzabern Stauweiher, die von der Buslinie 545, die von Bad Bergzabern nach Dahn führt, bedient wird.

## Tourismus
Unmittelbar am Schwanenweiher existiert ein Bootsverleih für Tretboote. Der Fernwanderweg Pirmasens–Belfort verläuft entlang seines Südufers.